# Сент-Джонс (Ньюфаундленд і Лабрадор)
Сент-Джонс (англ. St. John's) — місто на східному узбережжі Канади, столиця провінції Ньюфаундленд і Лабрадор. Площа — 446,04 км²; населення — 108 860 осіб (2016); щільність — 244,1 особи/км². У Сент-Джонсі розташований відомий Меморіальний Університет Ньюфаундленду (англ. Memorial University of Newfoundland).
У міста багата історія, воно відігравало роль у франко-індіанській війні, війні за незалежність США і англо-американській війні (1812—1815). Італійській винахідник Гульєльмо Марконі отримав перший трансатлантичний безпровідний сигнал в Сент-Джонсі.

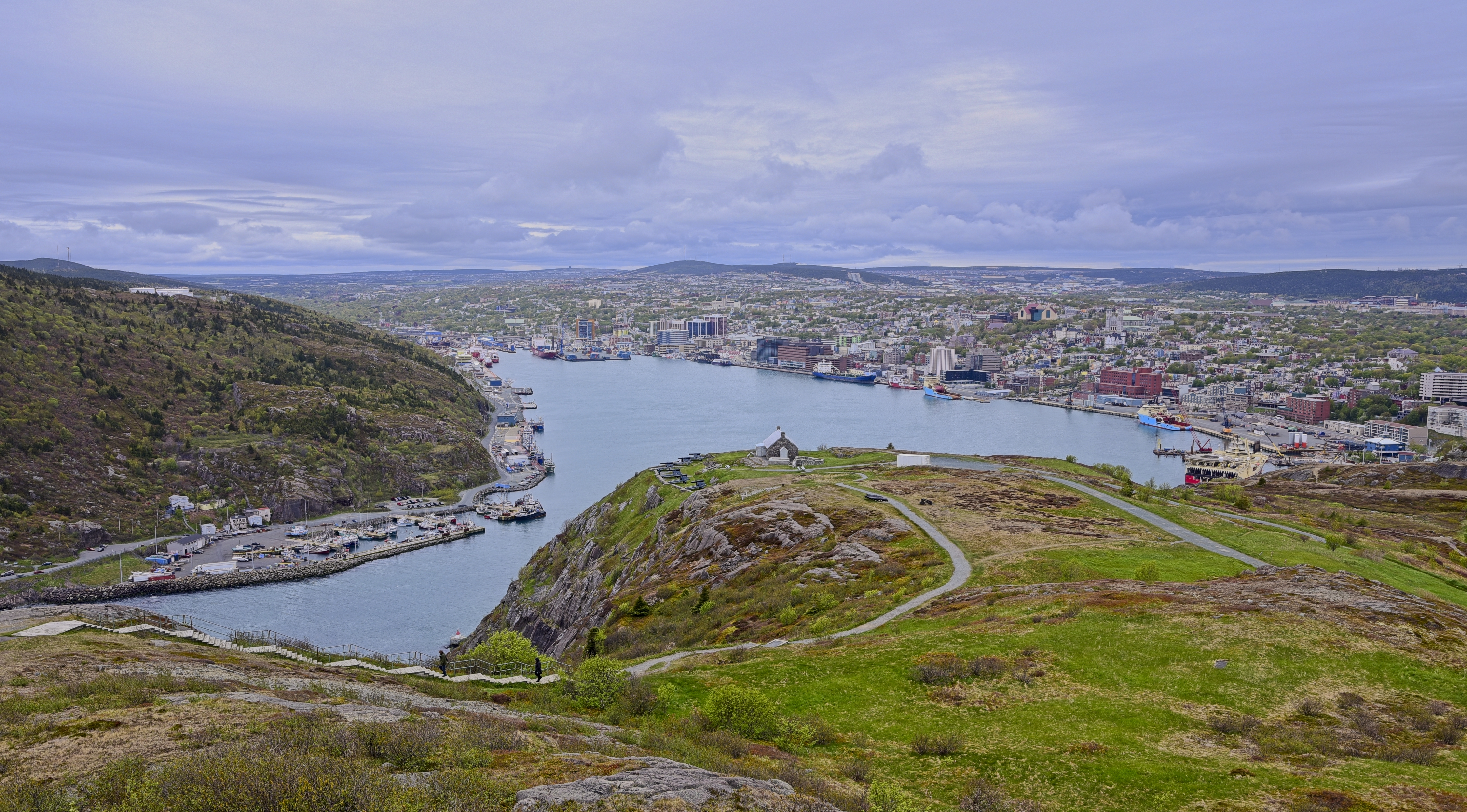
Панорама Сент-Джонса з Сиґнал-Гілла

## Клімат
| Клімат міста Сент-Джонс (1971-2000) | Клімат міста Сент-Джонс (1971-2000) | Клімат міста Сент-Джонс (1971-2000) | Клімат міста Сент-Джонс (1971-2000) | Клімат міста Сент-Джонс (1971-2000) | Клімат міста Сент-Джонс (1971-2000) | Клімат міста Сент-Джонс (1971-2000) | Клімат міста Сент-Джонс (1971-2000) | Клімат міста Сент-Джонс (1971-2000) | Клімат міста Сент-Джонс (1971-2000) | Клімат міста Сент-Джонс (1971-2000) | Клімат міста Сент-Джонс (1971-2000) | Клімат міста Сент-Джонс (1971-2000) | Клімат міста Сент-Джонс (1971-2000) |
| Показник                            | Січ.                                | Лют.                                | Бер.                                | Квіт.                               | Трав.                               | Черв.                               | Лип.                                | Серп.                               | Вер.                                | Жовт.                               | Лист.                               | Груд.                               | Рік                                 |
| Абсолютний максимум, °C             | 15,2                                | 16,0                                | 18,3                                | 24,1                                | 25,6                                | 29,4                                | 31,5                                | 31,0                                | 29,5                                | 24,6                                | 19,4                                | 16,1                                | 31,5                                |
| Середній максимум, °C               | −0,9                                | −1,5                                | 1,2                                 | 5,2                                 | 10,7                                | 15,9                                | 20,3                                | 19,9                                | 15,9                                | 10,5                                | 5,9                                 | 1,2                                 | 8,7                                 |
| Середня температура, °C             | −4,8                                | −5,4                                | −2,5                                | 1,6                                 | 6,2                                 | 10,9                                | 15,4                                | 15,5                                | 11,8                                | 6,9                                 | 2,6                                 | −2,2                                | 4,7                                 |
| Середній мінімум, °C                | −8,9                                | −9,3                                | −6,2                                | −2                                  | 1,5                                 | 5,9                                 | 10,5                                | 11,1                                | 7,7                                 | 3,3                                 | −0,7                                | −5,5                                | 0,6                                 |
| Абсолютний мінімум, °C              | −23,3                               | −23,8                               | −23,8                               | −14,8                               | −6,7                                | −3,3                                | −1,1                                | 0,5                                 | −1,1                                | −5,6                                | −13,4                               | −19,7                               | −23,8                               |
| Норма опадів, мм                    | 150.0                               | 125.2                               | 130.8                               | 121.8                               | 100.9                               | 101.9                               | 89.4                                | 108.1                               | 130.9                               | 161.9                               | 144.0                               | 148.8                               | 1513.7                              |
| ----------------------------------- | ----------------------------------- | ----------------------------------- | ----------------------------------- | ----------------------------------- | ----------------------------------- | ----------------------------------- | ----------------------------------- | ----------------------------------- | ----------------------------------- | ----------------------------------- | ----------------------------------- | ----------------------------------- | ----------------------------------- |
| Джерело: Environment Canada         |                                     |                                     |                                     |                                     |                                     |                                     |                                     |                                     |                                     |                                     |                                     |                                     |                                     |

## Відомі люди
- Джеймс Л. Галоглі (* 1952) — американський бізнесмен.
- Герольд Друкен — канадський хокеїст.

## Міста-побратими
- Іляву, Португалія (1998)[6]